# Quando fiorisce la felce
Quando fiorisce la felce (in ucraino Коли цвіте папороть?, Koly cvite paporot') è un'opera popolare in 3 atti scritta dal compositore ucraino Jevhen Stankovyč su libretto di Oleksandr Stel'mašenko. Scritta a metà del 1970, è stata eseguita per la prima volta in concerto nel 2011 e per la prima volta sul palcoscenico il 15 dicembre 2017 al Teatro dell'Opera e del Balletto di Leopoli. Essa si basa sulle opere letterarie di Nikolaj Vasil'evič Gogol', sul folclore ucraino, sulla letteratura epica e sui riti popolari.

## Storia
L'opera fu scritta su richiesta dell'agenzia francese Alitepa per l'Esposizione Universale di Parigi. La prima dell'opera, alla quale furono invitati i rappresentanti francesi, fu prevista per il 1978 all'Hotel Ucraina; tuttavia, durante le prove generali, una lettera da Mosca da parte di Michail Andreevič Suslov annullò l'esibizione. Le scenografie e i costumi andarono distrutti.
Secondo la redazione della rivista Muzyka, il motivo del divieto fu "il desiderio di vietare qualsiasi manifestazione di identità etnica". Maksim Stricha fa notare che l'opera fu vietata durante il cosiddetto "decennio soffocato" e definì Valentyn Malančuk, segretario del Comitato Centrale del Partito Comunista per l'ideologia, una persona che "odiava patologicamente la cultura ucraina e i suoi rappresentanti".
Nonostante il rovesciamento del regime sovietico negli anni '90 e il notevole interesse pubblico per l'opera, quest'ultima non fu mai rappresentata per intero durante i primi 20 anni di indipendenza dell'Ucraina. Solo alcuni brani corali dell'opera sono stati eseguiti Coro di Kiev e dal Coro di Ver'ovka. Secondo Maksim Stricha, la riluttanza a eseguire l'opera durante l'indipendenza ucraina è spiegata dal fatto che l'opera "non rientra [...] nel paradigma ufficiale della costruzione dello stato dell'Ucraina, e l'Opera Nazionale non rientra nell'interesse degli imprenditori occidentali". Ad una ristretta cerchia di specialisti era inoltre nota una registrazione audio dell'ultima prova generale dell'opera del 27 ottobre 1979 con la partecipazione del Coro di Ver'ovka e dell'orchestra sinfonica diretta da F. Gluščenko. Nel 2005 l'opera è diventata oggetto della tesi di ricerca di R. Stankovič-Spol'ska.

## Première
La prima dell'opera in concerto, che ebbe luogo l'8 aprile 2011, 33 anni dopo la sua creazione, fu eseguita dall'Orchestra Sinfonica Nazionale dell'Ucraina e dal Coro Nazionale di Ver'ovka, con la direzione di V. Sirenko nella sala della Filarmonica Nazionale dell'Ucraina in occasione del festival "Prem'jery sezony".
La prima sul palcoscenico dell'opera messa in scena da Vasyl Vovkun si è tenuta invece al Teatro dell'Opera e del Balletto di Leopoli nel dicembre 2017. La produzione è stata inclusa nel repertorio del teatro e sono stati coinvolti più di 400 partecipanti. Il coro è composto da 80 artisti. Secondo Vasyl Vovkun, questa produzione è stata dedicata all'artista Jevhen Lysyk, scenografo della produzione originale.

## Caratteristiche
Quando fiorisce la felce è un esempio di neofolclore nel genere operistico ed è innovativa in diversi aspetti. Per la prima volta nel genere operistico, il compositore combina il suono di un'orchestra sinfonica con il canto di un autentico coro popolare, unendo tradizioni secolari del folclore con mezzi espressivi d'avanguardia e introducendo nella partitura orchestrale strumenti popolari.
R. Stankovyč-Spol'ska, nella ricerca della sua dissertazione, rileva le seguenti caratteristiche del genere: la mancanza di integrità semantica e di completezza, la sua costruzione basata sulle canzoni popolari, una brillante autenticità lessicale e stilistica, motivazione delle ripetizioni della trama e dei "doppi situazionali", una variabilità stabile ed un'improvvisazione nella sequenza dei contenuti. Indicativo dell'arte postmoderna è la stratificazione dei contenuti: l'azione nell'opera si svolge su piani diversi che vengono "spostati" cronologicamente in senso culturale e temporale, non intersecandosi mai nella trama, ma che sono coordinati sul piano ideologico-simbolico e compositivo-intonazionale.
In termini compositivi, l'opera è una struttura in tre atti. Il primo e il terzo atto sono sostenuti nella struttura del numero, il secondo coinvolge la logica del ciclo sonata-sinfonico e utilizza il principio della costruzione del genere. Il compositore conserva tecniche tradizionali come l'uso di archi compositivi numerati tra atti estremi e caratteristiche di ripetizione. Tuttavia, le strutture ripetute sono caratterizzate da un approfondimento polivettoriale dello sviluppo figurativo e da un nuovo livello di generalizzazione artistica e intonazionale.
L'opera è caratterizzata dalla presenza di immagini-simbolo. Le scene dell'opera o del balletto strumentale simboleggiano alcuni emblemi nazionali e "si aggrappano" a una serie figurativa indipendente basata sulla trama del libretto. Secondo gli studiosi, l'idea di simboleggiare le strutture dell'opera trae ispirazione dalle canzoni popolari ucraine.
Una serie di caratteristiche dell'opera provengono da generi coreografici e sinfonici. Segni del pensiero sinfonico dell'autore sono il leitmoteismo e il leitmotivismo, archi tematici di ripresa, trasformazione attiva delle tematiche, gerarchia semantica-immagine e multifunzionalità del complesso tematico generale. Inerente al lavoro di balletto di Stankovič sono la chiarezza della visione del materiale sonoro, la concretezza figurativa, la pittoricità simbolica e il contenuto pittorico del tema.